# Weichporzellan

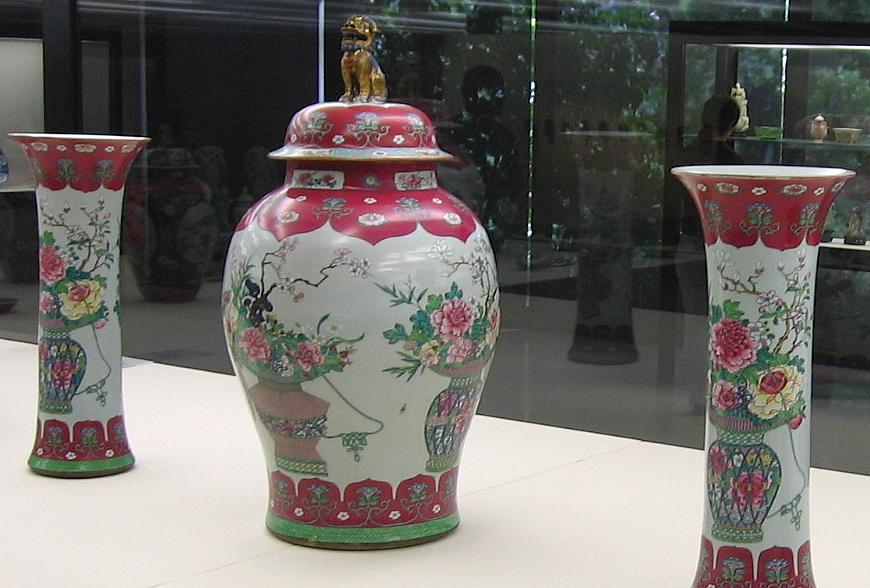
Vasen im Famille-Rose-Stil, Qing-Dynastie

Weichporzellan ist ein bei geringer („weicher“) Temperatur – bis maximal 1350 °C – gebranntes Porzellan.
Weichporzellan besteht zu 25–40 % Kaolin, 45 % Quarz und 30 % Feldspat und ist im Gegensatz zu Hartporzellan empfindlicher gegen Temperaturschwankungen und deutlich stoßempfindlicher.
| Keramik | Klasse: Sinterzeug | Unterklasse: Porzellan | Gruppe: Weichporzellan |

Zu den Weichporzellanen zählen neben dem traditionellen asiatischen Porzellan die pâte traditionelle der Manufaktur von Sèvres nach chinesischem Vorbild,  Wedgwoods Jasperware und Bone china.